# Губин, Михаил Павлович
Михаил Павлович Губин (1740—1818) — московский городской голова, дважды избиравшийся на этот пост (1789—1792, март 1802 — декабрь 1803), купец I гильдии (1801), коммерции советник (1801), первостатейный купец (1808), именитый гражданин (1790).

## Биография
Родом из семьи орловских купцов. В Москву приехал в 1770 году, будучи купцом 2-й гильдии. Торговал металлом за границу через петербургский порт. Был одним из крупнейших производителей ситца в России. Был инициатором строительства 2-этажного каменного Гостиного двора. На его строительство было пожертвовано 3000 рублей. Также по его инициативе был построен Малый Каменный мост (1789—1790). Это позволило создать непрерывную связь столицы с замоскворецкой частью. При нём была восстановлена деятельность городского общественного управления, которая была нарушена после реформ Павла I.
При нём улучшилось положение неимущих и бедных людей. Под председательством М. П. Губина московская Дума постановила построить богадельни на Даниловском поле (1802). Позже по его просьбе, в июле 1802 года, была открыта первая крупная общественная богадельня в Москве.
Разработал проект создания Коммерческого училища для обучения детей и сирот. Позже для него был составлен устав «Примерное постановление», который позволял учащимся также обучаться и за границей. 22 июня 1804 года, в день открытия училища, городской голова отменил долги своих должников (370 человек), которые все вместе должны были выплатить 229 000 рублей.
При Губине евреям было запрещено записываться в купцы (1790), а потом и вовсе всем иностранцам было запрещено заниматься торговлей, если они не числились в гильдии московского купечества.
Губин входил в депутацию московских купцов, которая присутствовала во время коронационных торжеств в Москве (1797).

## Заводы и фабрики
М. П. Губин владел немалым количеством заводов и фабрик. Часть из них была куплена, часть была построена.

### Заводы
- Пороховой завод в селе Успенское[2][3][4]
- Верхний и Нижний Сергинские (с 1789), Уфалейские (с 1792), Верхний и Нижний Авзяно-Петровские (с 1796) заводы на Урале (были куплены)[4][6]
- Атигский (1790), Козинский (1801), Михайловский (1808), Нижний Уфалейский (1818) заводы (были построены)[4][6]

В 1858 году Авзяно-Петровские заводы были проданы, а остальные заводы перешли в казённое управление в 1861 году.

### Фабрики
- Успенская бумажная фабрика (была открыта в 1796)[3][4]
- Спасская миткалевая фабрика[4]

## Адреса

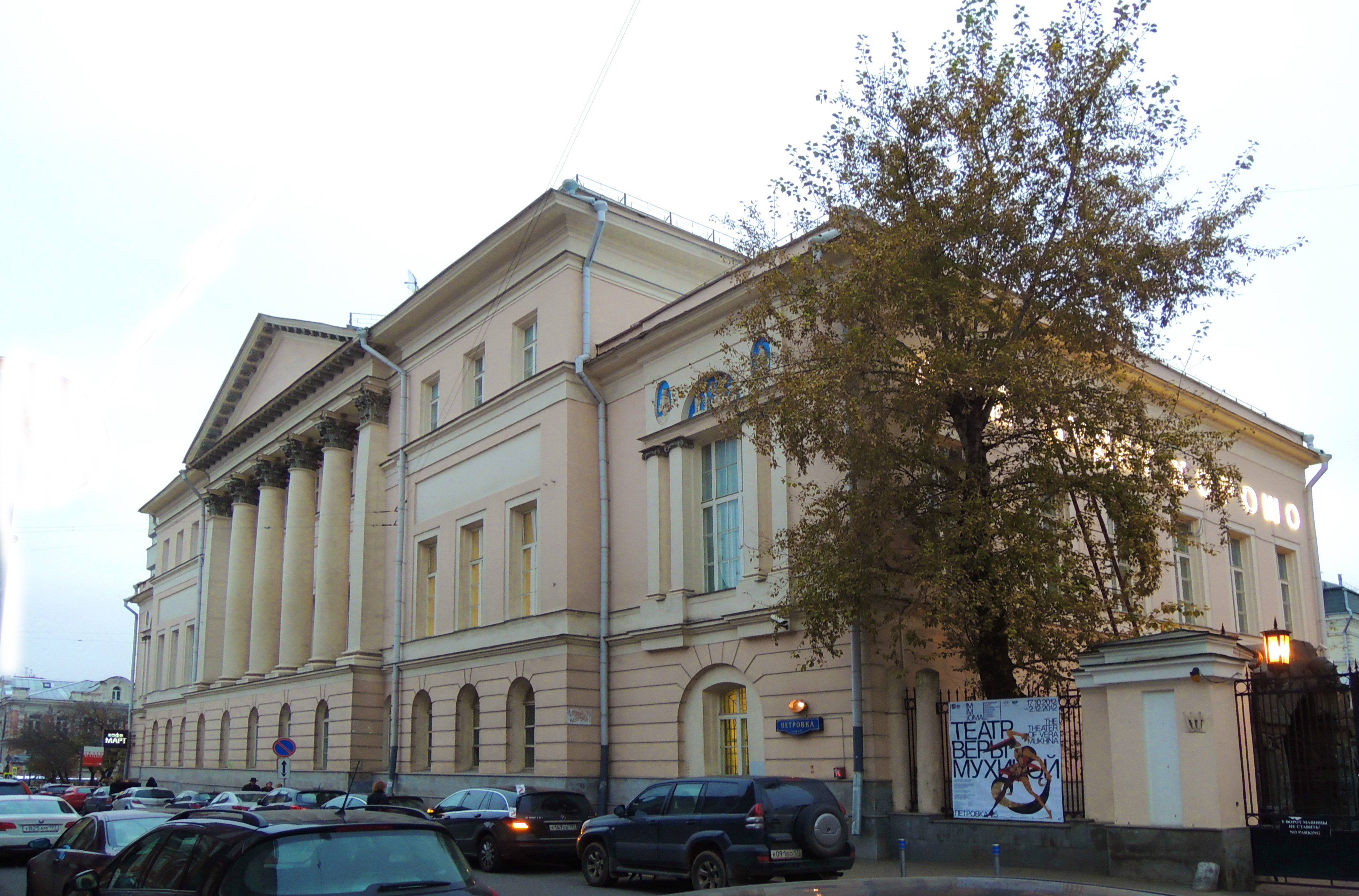
Особняк Губина

- Собственный дом на Петровке (дом, 25), построенный в 1793 году (сейчас Московский музей современного искусства)[2]

- Усадьба Успенское в г. Ногинске (ул. Каляева, 4)[7]. Принадлежала семье Губиных вплоть до 1890 года, когда отошла к Богородско-Успенскому фабрично-торговому товариществу братьев Панфиловых.